# Худовердов, Лев Львович
Лев Львович Худовердов (1909, Баку — после 1982) — директор зернового совхоза «Приазовский» Министерства совхозов СССР, Приморско-Ахтарский район Краснодарского края, Герой Социалистического Труда (11.02.1949).
В военное и первое послевоенное время — директор зернового совхоза «Приазовский» Приморско-Ахтарского района Краснодарского края. В 1948 году на площади 529,7 гектара получен урожай пшеницы по 204 пуда с гектара. За это достижение присвоено звание Героя Социалистического Труда (11.02.1949).
В 1950-е годы директор совхоза «Павловский» Крыловского района Краснодарского края (9898 га земельных угодий). С 06.05.1957 по 10.04.1962 председатель Кущёвского райисполкома.
С 1962 до середины 1980-х годов работал в Краснодарском краевом управлении сельского хозяйства: начальник отдела по делам колхозов, начальник по организационно-колхозным делам.
Дочь — Худовердова Тамара Львовна, кандидат экономических наук (1984).